# Chester Brown
Pour l’article ayant un titre homophone, voir Brown.
Chester Brown est un auteur de bande dessinée né le 16 mai 1960 à Montréal au Canada, d'expression anglaise.

## Biographie
La famille de Chester Brown vit à Montréal, mais fait partie de la minorité anglophone. Sa mère souffre de schizophrénie et se tue accidentellement lorsqu'il a 17 ans. Il déménage à Toronto en 1979.
Il commence par s'autoéditer (minicomics), et travaille dans un laboratoire de photographie pour assurer sa subsistance ; mais il parvient dès 1986 à être publié par les éditeurs canadiens Vortex puis Drawn and Quarterly, et entame alors sa pleine carrière artistique. Il entretient des liens d'amitié avec les auteurs de bande dessinée Joe Matt et Seth, de l'écurie Drawn & Quarterly également.
Jadis anarchiste, Chester Brown est depuis la fin des années 2000 un militant libertarien.

## Œuvre
Chester Brown est très représentatif de la bande dessinée indépendante, en particulier dans le domaine du récit autobiographique. Il évoque des thèmes très crus ou prêtant à polémique, comme la pornographie (Le Playboy), la difficulté relationnelle (Je ne t'ai jamais aimé) ou encore la prostitution (Vingt-trois prostituées),. Il assume à la fois la dimension politique de son œuvre tout comme sa tendance à traiter de thèmes tabous.
L'un de ses ouvrages majeurs n'est toutefois pas autobiographique : il s'agit de la biographie en bande dessinée d'une figure de l'histoire canadienne, Louis Riel,. On y retrouve des thèmes récurrents dans son œuvre, comme celui de l'instabilité mentale.
Il est notamment influencé par Harold Gray, Robert Crumb et Fletcher Hanks.

## Publications

### En français
- 2001 : Je ne t'ai jamais aimé, éditions Les 400 coups
- 2001 : Le Playboy, éditions Les 400 coups
- 2004 : Louis Riel l’insurgé, éditions Casterman
- 2009 : Le Petit Homme : Histoires courtes 1980-95, éditions Delcourt
- 2012 : Vingt-trois prostituées, éditions Cornélius
- 2014 : Ed the happy clown, éditions Cornélius
- 2016 : Marie pleurait sur les pieds de Jésus, éditions Cornélius[9]

### En anglais
Comics (périodiques)
- 1986-1994 : Yummy Fur, éditions Vortex puis Drawn & Quarterly, 32 numéros (7 numéros initialement autoédités par Chester Brown)
- 1994-1997 : Underwater, éditions Drawn & Quarterly, 11 numéros
- 1999-2003 : Louis Riel, éditions Drawn & Quarterly, 10 numéros
- 2005-2007 : Ed The Happy Clown, éditions Drawn & Quarterly, 9 numéros ; réédition de matériel autoédité puis paru dans les premiers numéros de Yummy Fur

Recueils
- 1989 : Ed the Happy Clown, éditions Vortex-Comics (tiré du périodique Yummy Fur)
- 1992 : The Playboy, éditions Drawn and Quarterly (tiré du périodique Yummy Fur)
- 1994 : I Never Liked You, éditions Drawn and Quarterly (tiré du périodique Yummy Fur)
- 1998 : The Little Man: Short Strips 1980-1995, éditions Drawn and Quarterly
- 2003 : Louis Riel: A Comic-Strip Biography, éditions Drawn and Quarterly (tiré du périodique Louis Riel)
- 2011 : Paying for It, éditions Drawn and Quarterly
- 2012 : Ed the Happy Clown: a Graphic Novel, éditions Drawn and Quarterly
- 2016 : Mary Wept Over the Feet of Jesus,  éditions Drawn and Quarterly

## Prix et récompenses
- 1990 :  Prix Harvey du meilleur auteur pour Yummy Fur et du meilleur album pour Ed The Happy Clown
- 1999 :  Prix Urhunden du meilleur album étranger pour Ed The Happy Clown
- 2004 :  Prix Harvey du meilleur scénario et du meilleur album reprenant des travaux auparavant publiés pour Louis Riel
- 2011 :  Temple de la renommée de la bande dessinée canadienne